# Sjöros
Sjöros, Urticina felina, är en havsanemonart som först beskrevs av Carl von Linné 1767.
Sjöros är en ensamlevande mjukkorall som lever fastsittande på hårdbotten under algbältet. Den kan bli upp till 20 centimeter i diameter. Basen är kort och den dominerande och färgranna tentakelkronan sitter ibland nästan direkt mot botten. Tentakelkronan varierar i färg från röd till grön med enstaka tvärränder på tentaklerna. De kraftiga och något klibbiga tentaklerna drar ihop sig vid beröring. Dess nässelceller kan bedöva även större byten såsom räkor och mindre fisk.
Sjörosen finns på hårda bottnar, i bergsskrevor, på stenar och grusbäddar ner till ca 15 meter.
Sjörosen ingår i släktet Urticina och familjen Actiniidae. Arten är reproducerande i Sverige. Inga underarter finns listade i Catalogue of Life.

## Bildgalleri

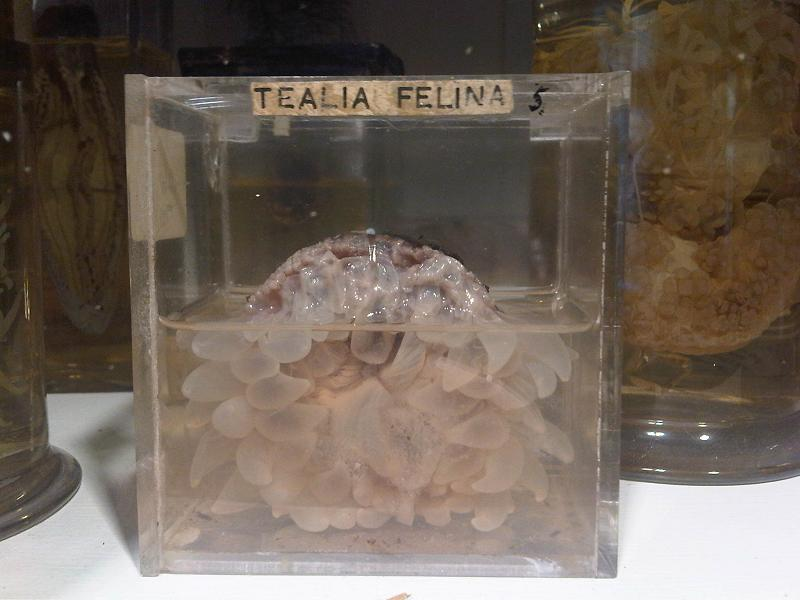